# Cash Management
Der Anglizismus Cash Management (Liquiditätsmanagement) bezeichnet in der Betriebswirtschaftslehre denjenigen Teil des Finanzmanagements eines Unternehmens, der sich mit der Steuerung der Liquidität befasst.

## Allgemeines
Das Unternehmensziel der Gewinnmaximierung beinhaltet unter anderem als zu erfüllende Nebenbedingung auch die Sicherung der Liquidität (englisch cash), also der jederzeitigen Zahlungsfähigkeit eines Unternehmens. Insbesondere Großunternehmen (mit Filialen, Niederlassungen oder Zweigstellen) und Konzerne (Cash-Pooling) erfordern ein Cash-Management, das durch direkten Ausgleich der Defizite oder Überschüsse von Finanzierungsmitteln unternehmens- oder konzernintern das Ziel verfolgt, nicht auf externe Ausgleiche zurückgreifen zu müssen. Hieraus ergeben sich komplexe Aufgaben, die durch Cash-Management-Systeme übernommen werden können.

## Entstehungsgeschichte
Die deutschsprachige Literatur näherte sich dem angelsächsischen Begriff „Cash-Management“ 1981 mit der Übersetzung als „Kassenhaltung“, 1984 und 1986 als „Finanzdisposition“. Guido Eilenberger umschrieb den Terminus 1987 mit „Konzernclearing“, was eine zu enge Interpretation ist, da Cash Management nicht auf Konzerne beschränkt ist. Die 1987 vorgenommene Aufteilung in „Cash“ für Liquidität und „Management“ für Entscheidungen über Planung, Disposition und Kontrolle von Liquidität entspricht dem heutigen Meinungsstand.  

## Aufgaben
Grundlage für Entscheidungen im Cash-Management ist der Liquiditätsplan. (strategisches Management). Operativ erfolgt auf dessen Grundlage die tägliche Disposition der Finanzen. Aufgrund der vorhandenen, liquiditätswirksamen Unternehmensdaten sind am rechten Ort und zur rechten Zeit die erforderlichen Zahlungsmittel zur Verfügung zu stellen.
Dabei sind die Finanzierungsarten zu berücksichtigen:
|                   | Innenfinanzierung                                                                | Außenfinanzierung                                               |
| Eigenfinanzierung | Gewinnthesaurierung z. B. Gewinn wird einbehalten und erhöht die Gewinnrücklage  | Beteiligungsfinanzierung (Kapitalerhöhung) z. B. Aktienemission |
| Fremdfinanzierung | eigengebildetes Fremdkapital z. B. Rückstellungen bilden erhöht das Fremdkapital | Kreditfinanzierung z. B. Kredite, Unternehmensanleihen          |

Eigenkapital steht einem Unternehmen dauerhaft zur Verfügung und wird deshalb als unveränderliche Größe eingeplant. Fremdkapital dagegen ist stets befristet und unterliegt dem Risiko der Anschlussfinanzierung. Ergebnis des Cash Management kann deshalb eine Kapitalerhöhung, Kreditaufnahme oder Prolongation sein (bei Liquiditätsdefiziten) oder eine verstärkte Schuldentilgung (bei Liquiditätsüberschüssen).

## Die Ausgestaltung des Cash Managements
Bezogen auf das internationale Cash Management werden vier zentrale Aufgabengebiete des Cash Management unterschieden:

### Liquiditätsplanung
Bei der Liquiditätsplanung werden alle Zahlungseingänge und Zahlungsausgänge für einen bestimmten Zeitraum erfasst und saldiert, um einen Überblick über die Liquiditätssituation, d. h. eventuelle Überschüsse bzw. Fehlbeträge, zu erhalten. Zur genauen Feststellung der momentanen Zahlungsfähigkeit wird aufgrund der Kontostände und Daten aus der Finanzbuchhaltung ein täglicher Liquiditätsstatus erstellt. Daneben erfolgt eine zukunftsorientierte Liquiditätsplanung durch die Aufstellung von Finanzplänen, welche einen kurz- bis mittelfristigen Planungszeitraum aufweisen. Je weiter die Pläne dabei in die Zukunft reichen (Planungshorizont), desto niedriger ist in der Regel ihre Planungsgenauigkeit. Die durch die Planung gewonnenen Informationen bilden dann die Grundlage für alle Entscheidungen und Vorgänge im Bereich des Cash Management.

### Disposition liquider Mittel
Die zentrale Aufgabe des Cash Management ist die Disposition der liquiden Mittel. Sie umfasst Maßnahmen zur Deckung von Liquiditätsdefiziten und zur Anlage von Liquiditätsüberschüssen. Das Cash Management muss sowohl auf planmäßig vorhersehbare, als auch auf nicht prognostizierbare Liquiditätsschwankungen angemessen reagieren. Liquiditätsdefizite müssen im Hinblick auf die Sicherstellung der Zahlungsbereitschaft durch kurzfristige Kreditfinanzierung ausgeglichen werden. Erzielte Liquiditätsüberschüsse sind hingegen zinsbringend anzulegen. Die Entscheidungen über angemessene Kapitalbeschaffungs- bzw. Anlageformen hat dabei auf Grundlage des vorgegebenen strategischen Rahmens im Bereich der Finanzierung zu erfolgen.

### Gestaltung der Zahlungsströme
Es wird ein möglichst kostengünstiger Transfer von Zahlungen angestrebt. Ziel ist es, die Kosten der Kapitalbewegungen, wie bspw. Bankgebühren, Kreditzinsen oder Kosten der internen Bearbeitung zu reduzieren. Ein im Rahmen des Cash Management häufig eingesetztes Instrument zur Reduzierung dieser Kosten ist das Netting. Unter Netting – bzw. auch dem Konzernclearing – versteht man die Aufrechnung konzerninterner Forderungen und Verbindlichkeiten zu einem bestimmten Stichtag. Diese können z. B. aus einem einseitigen oder wechselseitigen Lieferungs- und Leistungsverkehr resultieren. Nach der Anzahl der einbezogenen Konzerngesellschaften lässt sich weiter zwischen bilateralem und multilateralem Netting unterscheiden. In multinationalen Konzernen findet meist das multilaterale Netting Anwendung, da in der Regel Lieferungs- und Leistungsverflechtungen zwischen mehreren Konzerngesellschaften bestehen. Die konzerninternen Forderungen und Verbindlichkeiten werden zentral erfasst und nach Umrechnung in eine Basiswährung zu einer Verrechnungsmatrix zusammengefasst. Daraus ergeben sich die Nettoforderungen und -verbindlichkeiten der Konzerngesellschaften, welche an festgelegten Terminen durch Überweisungen ausgeglichen werden.

### Währungsrisikomanagement
Bei grenzüberschreitenden Aktivitäten von Konzernen sind unterschiedliche Währungs- und Wirtschaftsräume zu beachten. Vor allem die Wechselkursproblematik ist hier von Bedeutung, da Wechselkursänderungen eine Reihe wirtschaftlicher Risiken bergen, wie z. B. bei der Umrechnung von Bilanzpositionen ausländischer Gesellschaften. Aufgabe des Währungsmanagements im Rahmen des Cash Management ist die Begrenzung der Wechselkursrisiken durch entsprechende Sicherungsgeschäfte, etwa im Rahmen eines Devisen-Nettings.

## Wirtschaftliche Aspekte
Das Liquiditätsmanagement erfasst die durch den Unternehmensprozess ausgelösten Zahlungsströme und berücksichtigt Fälligkeiten und Laufzeiten von Forderungen und Verbindlichkeiten. Ziel ist die Optimierung der Liquidität und eine Verminderung oder Beseitigung des Liquiditätsrisikos. Dieses besteht in der Gefahr, dass es bei Debitoren und/oder Kreditoren zu verspäteten, rückständigen oder ausfallenden Zahlungen kommt, die zu einem Insolvenzrisiko führen können. Debitorenmanagement und Kreditorenbuchhaltung sind deshalb wichtige Teilaufgaben des Cash-Managements. Die Liquidität gilt als optimiert, wenn die vorhandenen Zahlungsmittelbestände zur sofortigen Begleichung der Verbindlichkeiten ausreichen und keine die Rentabilität mindernden, überhöhten Liquiditätsüberschüsse vorhanden sind.
Externes Cash-Management kann durch Industrieclearing oder Kreditinstitute erfolgen. Hierdurch wird das Liquiditätsrisiko von Nichtbanken gemindert oder eliminiert. 
Bankwesen
Im Bankwesen wird Cash-Management im Rahmen der Unternehmensfinanzierung angeboten. Die Kreditinstitute setzen verschiedene Cash-Management-Systeme ein, welche die Zahlungsströme aller Tochtergesellschaften oder Niederlassungen eines Nichtbank-Unternehmens über ein Mutterkonto leiten, das den Liquiditätsausgleich des gesamten Konzerns gewährleistet. Überschüsse führen zu Geldanlagen, Defizite zu kurzfristigen Kreditgeschäften.   